# Limonia amabilis amabilis
Limonia amabilis amabilis is een ondersoort van de tweevleugelige Limonia amabilis uit de familie steltmuggen (Limoniidae). De soort komt voor in het Palearctisch gebied.